# Thlaspi crassifolium
Thlaspi crassifolium är en korsblommig växtart som först beskrevs av Hub.-mor. och Friedrich Karl Meyer, och fick sitt nu gällande namn av Werner Rodolfo Greuter och Hervé Maurice Burdet. Thlaspi crassifolium ingår i släktet skärvfrön, och familjen korsblommiga växter. Inga underarter finns listade i Catalogue of Life.